# Troilium
Troilium va ser una antiga ciutat d'Etrúria esmentada per Titus Livi.
Titus Livi parla de Troilium i diu que va ser conquerida pels romans l'any 293 aC. La identificació d'alguns erudits amb Trossulum ha de ser errònia, ja que aquesta ciutat va ser ocupada per un assalt sobtat mentre que Troilium, poblada per gent molt rica, va comprar la immunitat al cònsol romà Espuri Carvili Màxim que els va permetre abandonar el lloc. Després de la seva ocupació, el cònsol va ocupar cinc castells o fortaleses a la rodalia.